# SN 2007oh
SN 2007oh – supernowa typu Ia odkryta 10 października 2007 roku w galaktyce A205236-0027. W momencie odkrycia miała maksymalną jasność 22,90m.